# Мерьель, Поль
Поль Мерьель (фр. Paul Mériel, полное имя Клеман Луи Поль Дефорж-Мерьель, фр. Clément Louis Paul Desforges Mériel; 4 января 1818, Мондубло, департамент Луар и Шер — 24 февраля 1897, Тулуза) — французский композитор, скрипач и музыкальный педагог.
С юных лет был странствующим музыкантом, учился в Перпиньяне, затем в Лиссабоне у миланского музыканта Алессандро Наполеоне. В 1840-х гг. оказался в Амьене, был вторым дирижёром в городском театре, дебютировал оперой «Корнелиус, казначей» (фр. Cornélius l'argentier; 1845). С 1847 года работал в Тулузе, поставил здесь ряд опер, из которых наиболее важные «Арморика» (фр. L'Armorique; 1854) и «Смешные жеманницы» (фр. Les Précieuses ridicules; 1877). Написал также симфонию «Тассо», ораторию «Каин» и ряд других сочинений. Устраивал вечера камерной музыки, играл в фортепианном трио вместе с женой-пианисткой. Выступал как музыкальный критик на страницах региональной газеты «Le Midi Artiste». Наибольшее признание получил как многолетний (1857—1883) директор Тулузской консерватории (среди его учеников, в частности, Поль Видаль и Гастон Сальвер).
Кавалер Ордена Почётного легиона (1869).
Имя Мерьеля носит улица в Тулузе (фр. rue Paul-Mériel).